# Medina (szőlőfajta)
A Medina hazai nemesítésű vörösborszőlő-fajta, mely a Seyve Villard és a Kékmedoc keresztezésével jött létre. Csizmazia Darab József és Bereznai László állította elő.  Szinonim nevei: Medea, Egri csillagok 7.

## Leírása
Közepesen erős növekedésű, ellenálló fajta. Talaj és fekvés iránt nem igényes, gombás megbetegedéseknek viszonylag ellenáll, nem rothad, fagytűrőképessége jó, közepesen érzékeny a szárazságra, zöldmunka-igénye kicsi.
Szeptember első felében érik, bőven terem, termésátlaga 11-12 t/ha. Fürtje 120 g átlagtömegű, közepesen nagy, vállas, tömött. Vékony héjú bogyója nem mintázott, hamvas, kicsi, gömbölyű, húsa leves, puha, íze közömbös.
Asztali minőségű bora kissé lágy, jellegzetes zamatú sötét színű, intenzíven illatos, vaníliára és szegfűszegre emlékeztető aromájú, különösen fűszeres zamatú, kiváló vörösbor, rozé bora elfogadható kvalitású.
Elterjedtsége 1973-1997 között: 0,23%-os, a telepített terület 181,5 ha.